# Landkreis Riedenburg
Der Landkreis Riedenburg lag im bayerischen Regierungsbezirk Oberpfalz. Das Gebiet des ehemaligen Landkreises gehört heute zum Landkreis Eichstätt in Oberbayern, zum Landkreis Kelheim in Niederbayern und zum Landkreis Neumarkt in der Oberpfalz.

## Geographie

### Wichtige Orte
Die einwohnerstärksten Orte waren die Kreisstadt Riedenburg, die Stadt Dietfurt sowie Altmannstein und Mindelstetten.

### Nachbarkreise
Der Landkreis grenzte 1972 im Uhrzeigersinn im Nordosten beginnend an die Landkreise Parsberg, Kelheim, Ingolstadt, Eichstätt und Beilngries.

## Geschichte

### Vor 1908
Das im Jahr 1803 geschaffene Landgericht Riedenburg wurde 1879 aufgrund des Gerichtsverfassungsgesetzes zum Amtsgericht Riedenburg. Von 1862 bis 1879 gehörte das Gebiet zum Bezirksamt Hemau, danach zum Bezirksamt Beilngries.

### Bezirksamt
Am 16. Oktober 1908 wurde aus 53 Gemeinden des Bezirksamtes Beilngries (dem seit 1879 bestehenden Amtsgerichtsbezirk Riedenburg) das Bezirksamt Riedenburg gebildet.

### Landkreis
Am 1. Januar 1939 wurde die reichseinheitliche Bezeichnung Landkreis eingeführt. So wurde aus dem Bezirksamt der Landkreis Riedenburg. Letzter Landrat war von 1952 bis 1972 Franz Lang († 12. Dezember 2017).
Am 1. Juli 1972 wurde der Landkreis Riedenburg aufgelöst. Es bestanden noch 46 Gemeinden.
- Die Gemeinden Altmannstein, Berghausen, Bettbrunn, Forchheim, Hagenhill, Hexenagger, Hiendorf, Hüttenhausen, Laimerstadt, Lobsing, Mendorf, Mindelstetten, Neuenhinzenhausen, Pondorf, Sandersdorf, Schafshill, Schamhaupten,  Steinsdorf, Tettenwang, Winden und Wolfsbuch kamen zum Landkreis Eichstätt in Oberbayern.
- die Stadt Riedenburg sowie die Gemeinden Baiersdorf, Buch, Eggersberg, Hattenhausen, Jachenhausen, Meihern, Otterzhofen, Perletzhofen, Prunn, Schaitdorf und Thann kamen zum Landkreis Kelheim in Niederbayern.
- Die Stadt Dietfurt an der Altmühl sowie die Gemeinden Eutenhofen, Gimpertshausen, Griesstetten, Hainsberg, Mallerstetten, Mühlbach, Premerzhofen, Staadorf, Unterbürg, Wildenstein und Zell kamen zum Landkreis Neumarkt in der Oberpfalz.

### Wappen
Blasonierung: „Unter rotem Schildhaupt, darin nebeneinander drei silberne heraldische Rosen mit goldenem Butzen, die mit einer goldenen Harfe belegten bayerischen Rauten“.

## Einwohnerentwicklung
| Jahr | Einwohner | Quelle |
| ---- | --------- | ------ |
| 1910 | 15.609    | [ 8 ]  |
| 1925 | 15.532    | [ 9 ]  |
| 1939 | 14.906    | [ 10 ] |
| 1950 | 20.632    | [ 11 ] |
| 1960 | 16.700    | [ 12 ] |
| 1971 | 18.300    | [ 13 ] |

## Gemeinden
Vor dem Beginn der bayerischen Gebietsreform umfasste der Landkreis Riedenburg in den 1960er Jahren 46 Gemeinden:

Landkreis Riedenburg, Gemeindegrenzenkarte von 1961

| frühere Gemeinde             | heutige Gemeinde     | heutiger Landkreis                  |
| ---------------------------- | -------------------- | ----------------------------------- |
| Altmannstein (Markt)         | Altmannstein         | Landkreis Eichstätt                 |
| Altmühlmünster               | Riedenburg           | Landkreis Kelheim                   |
| Baiersdorf                   | Riedenburg           | Landkreis Kelheim                   |
| Berghausen                   | Altmannstein         | Landkreis Eichstätt                 |
| Bettbrunn                    | Kösching             | Landkreis Eichstätt                 |
| Buch                         | Riedenburg           | Landkreis Kelheim                   |
| Dietfurt a.d.Altmühl (Stadt) | Dietfurt a.d.Altmühl | Landkreis Neumarkt in der Oberpfalz |
| Eggersberg                   | Riedenburg           | Landkreis Kelheim                   |
| Eutenhofen                   | Dietfurt a.d.Altmühl | Landkreis Neumarkt in der Oberpfalz |
| Forchheim                    | Pförring             | Landkreis Eichstätt                 |
| Gimpertshausen               | Breitenbrunn         | Landkreis Neumarkt in der Oberpfalz |
| Griesstetten                 | Dietfurt a.d.Altmühl | Landkreis Neumarkt in der Oberpfalz |
| Hagenhill                    | Altmannstein         | Landkreis Eichstätt                 |
| Hainsberg                    | Dietfurt a.d.Altmühl | Landkreis Neumarkt in der Oberpfalz |
| Hattenhausen                 | Riedenburg           | Landkreis Kelheim                   |
| Hexenagger                   | Altmannstein         | Landkreis Eichstätt                 |
| Hiendorf                     | Mindelstetten        | Landkreis Eichstätt                 |
| Hüttenhausen                 | Mindelstetten        | Landkreis Eichstätt                 |
| Jachenhausen                 | Riedenburg           | Landkreis Kelheim                   |
| Laimerstadt                  | Altmannstein         | Landkreis Eichstätt                 |
| Lobsing                      | Pförring             | Landkreis Eichstätt                 |
| Mallerstetten                | Dietfurt a.d.Altmühl | Landkreis Neumarkt in der Oberpfalz |
| Meihern                      | Riedenburg           | Landkreis Kelheim                   |
| Mendorf                      | Altmannstein         | Landkreis Eichstätt                 |
| Mindelstetten                | Mindelstetten        | Landkreis Eichstätt                 |
| Mühlbach                     | Dietfurt a.d.Altmühl | Landkreis Neumarkt in der Oberpfalz |
| Neuenhinzenhausen            | Altmannstein         | Landkreis Eichstätt                 |
| Otterzhofen                  | Riedenburg           | Landkreis Kelheim                   |
| Perletzhofen                 | Riedenburg           | Landkreis Kelheim                   |
| Pondorf                      | Altmannstein         | Landkreis Eichstätt                 |
| Premerzhofen                 | Breitenbrunn         | Landkreis Neumarkt in der Oberpfalz |
| Prunn                        | Riedenburg           | Landkreis Kelheim                   |
| Riedenburg (Stadt)           | Riedenburg           | Landkreis Kelheim                   |
| Sandersdorf                  | Altmannstein         | Landkreis Eichstätt                 |
| Schafshill                   | Altmannstein         | Landkreis Eichstätt                 |
| Schaitdorf                   | Riedenburg           | Landkreis Kelheim                   |
| Schamhaupten                 | Altmannstein         | Landkreis Eichstätt                 |
| Staadorf                     | Dietfurt a.d.Altmühl | Landkreis Neumarkt in der Oberpfalz |
| Steinsdorf                   | Altmannstein         | Landkreis Eichstätt                 |
| Tettenwang                   | Altmannstein         | Landkreis Eichstätt                 |
| Thann                        | Riedenburg           | Landkreis Kelheim                   |
| Unterbürg                    | Dietfurt a.d.Altmühl | Landkreis Neumarkt in der Oberpfalz |
| Wildenstein                  | Dietfurt a.d.Altmühl | Landkreis Neumarkt in der Oberpfalz |
| Winden                       | Altmannstein         | Landkreis Eichstätt                 |
| Wolfsbuch                    | Beilngries           | Landkreis Eichstätt                 |
| Zell                         | Dietfurt a.d.Altmühl | Landkreis Neumarkt in der Oberpfalz |

Die folgenden Gemeinden verloren zwischen 1928 und 1949 ihre Selbständigkeit:
| frühere Gemeinde | Eingemeindung nach                                                         | Datum der Eingemeindung | heutige Gemeinde            | heutiger Landkreis                  |
| ---------------- | -------------------------------------------------------------------------- | ----------------------- | --------------------------- | ----------------------------------- |
| Breitenhill      | Winden                                                                     | 1. April 1949           | Altmannstein                | Landkreis Eichstätt                 |
| Deising          | Meihern                                                                    | 1. Januar 1946          | Riedenburg                  | Landkreis Kelheim                   |
| Echendorf        | Buch                                                                       | 1. April 1949           | Riedenburg                  | Landkreis Kelheim                   |
| Offendorf        | Hüttenhausen                                                               | 1939                    | Mindelstetten               | Landkreis Eichstätt                 |
| Predlfing        | Eutenhofen                                                                 | 1938                    | Dietfurt a.d.Altmühl        | Landkreis Neumarkt in der Oberpfalz |
| Schwabstetten    | Schwabstetten selbst nach Hagenhill, Teile der Gemeinde nach Mindelstetten | 1. Juni 1928            | Altmannstein, Mindelstetten | Landkreis Eichstätt                 |
| Sollern          | Neuenhinzenhausen, Mendorf                                                 | 1. April 1929           | Altmannstein                | Landkreis Eichstätt                 |

## Kfz-Kennzeichen
Am 1. Juli 1956 wurde dem Landkreis bei der Einführung der bis heute gültigen Kfz-Kennzeichen das Unterscheidungszeichen RID zugewiesen. Es wurde bis zum 30. April 1973 ausgegeben. Seit dem 10. Juli 2013 ist es aufgrund der Kennzeichenliberalisierung wieder im Landkreis Kelheim erhältlich.